# Servas (Gard)
Servas é uma comuna francesa na região administrativa de Occitânia, no departamento de Gard. Estende-se por uma área de 10,76 km². Em 2010 a comuna tinha 212 habitantes (densidade: 19,7 hab./km²).